# Imagotipo
Un imagotipo es un icono o símbolo marcario, es un signo gráfico compuesto exclusivamente por una imagen sencilla y fácil de reconocer, que se utiliza para identificar a una organización, un producto, un evento, una campaña comunicacional, una consigna ideológica, etc. Este término se utiliza en Diseño gráfico.
El término apareció por primera vez en el libro La imagen corporativa, de Norberto Chaves, aunque ese autor ha abandonado esta denominación y, en su lugar, ha preferido utilizar la palabra "símbolo", por ser más diáfana y directa.
La utilización del término imagotipo es poco extendida en el ambiente profesional del diseño gráfico. Tal vez por eso es bastante común que se le asigne un significado erróneo, al utilizarlo para referirse a la combinación de un Logotipo con símbolo marcario, probablemente por la errónea creencia de que "tipo" se refiere a "Tipografía". Sin embargo la explicación etimológica es bastante clara y evidente: "imago" es la voz latina que significa "imagen" y "tipo" proviene del griego "typos" que significa "Golpe, marca, forma". Así como el significado etimológico de logotipo es "palabra-marca", el de imagotipo es "imagen-marca".
Ejemplos de imagotipos son los de Carrefour y Amazon.
Isologo (o isologotipo, o logo-símbolo), imagotipo ( o isotipo, o símbolo gráfico) y logotipo son tipos de elementos gráficos habituales en la marca corporativa.